# Salvatore Elia
Salvatore Elia (Prato, 30 giugno 1999) è un calciatore italiano, centrocampista o attaccante dell'Empoli.

## Biografia
Nato a Prato nel 1999, è figlio di Firmino Elia, ex calciatore del Palermo nei primi anni 2000.

## Caratteristiche tecniche
Partito da ala destra, col tempo ha arretrato il suo raggio d'azione, diventando un esterno di centrocampo o, in alcuni casi, terzino destro di una difesa a quattro.

## Carriera

### Club

#### Atalanta e prestito alla Juve Stabia
Elia inizia la propria carriera calcistica nelle giovanili dell'Atalanta, facendo parte di un gruppo della Primavera che, fra gli altri, comprendeva anche Marco Carnesecchi, Alessandro Bastoni, Filippo Melegoni, Musa Barrow e Dejan Kulusevski.
Nell'estate del 2018, viene ceduto in prestito alla Juve Stabia, in Serie C, dove debutta tra i professionisti il 16 settembre seguente. In Campania, l'esterno incontra per la prima volta l'allenatore Fabio Caserta. Il 2 dicembre del 2018, segna la sua prima rete fra i professionisti, sigillando la vittoria per 2-0 della sua squadra contro il Bisceglie. Dopo aver ottenuto la vittoria del girone C del campionato e, quindi, la promozione in Serie B con i campani, Elia viene confermato in prestito per un'altra annata.
Il 25 agosto 2019, debutta in Serie B, nel match perso 2-1 in casa dell'Empoli; segna invece il suo primo gol alla 29ª giornata, contro il Pescara. Tuttavia, a fine stagione la Juve Stabia retrocede dopo un solo anno, avendo chiuso al penultimo posto.

#### Prestiti a Perugia, Benevento e Palermo
Il 25 settembre 2020, Elia viene ceduto in prestito al Perugia, in Serie C, dove ritrova l'allenatore Caserta. Con i Grifoni, il giocatore totalizza 36 presenze e otto reti, risultando il terzo miglior marcatore ex aequo della squadra (insieme ad Andrea Bianchimano e Federico Melchiorri) e contribuendo alla vittoria del girone B da parte degli umbri, nonché al conseguente ritorno in B dopo un solo anno.
Il 20 luglio 2021, Elia viene ceduto di nuovo in prestito, con diritto di riscatto e contro-riscatto, dal Benevento, in Serie B. Qui, incontra ancora una volta Fabio Caserta, che nel corso del campionato lo fa progressivamente arretrare dalla posizione di ala a quella di esterno di centrocampo (o, in alternativa, di terzino).
Il 27 luglio 2022, Elia viene ceduto in prestito con diritto di riscatto al Palermo, neopromosso in Serie B. Il 13 agosto seguente, alla prima giornata di campionato, sigla la sua prima marcatura con i rosa-nero, segnando il gol del definitivo 2-0 proprio contro gli ex compagni del Perugia. Tuttavia, nell'ottobre dello stesso anno, riporta la lesione legamento crociato anteriore e del legamento collaterale esterno del ginocchio, infortunio che lo costringe a chiudere anticipatamente la stagione.

#### Spezia ed Empoli
Il 1º settembre 2023, Elia passa a titolo definitivo allo Spezia, in Serie B, con cui firma un contratto triennale.Il 5 maggio 2024 segna la sua prima rete con i liguri nel pareggio per 2-2 in casa del Cosenza.
L'8 agosto 2025 passa a titolo definitivo all'Empoli, neoretrocesso in Serie B.

### Nazionale
Elia ha giocato nelle nazionali Under-17 e Under-18 italiane.

## Statistiche

### Presenze e reti nei club
Statistiche aggiornate all'8 agosto 2025.
| Stagione           | Squadra            | Campionato         | Campionato | Campionato | Coppe nazionali | Coppe nazionali | Coppe nazionali | Coppe continentali | Coppe continentali | Coppe continentali | Altre coppe | Altre coppe | Altre coppe | Totale | Totale | Totale |
| Stagione           | Squadra            | Comp               | Pres       | Reti       | Comp            | Pres            | Reti            | Comp               | Pres               | Reti               | Comp        | Pres        | Reti        | Pres   | Reti   |        |
| ------------------ | ------------------ | ------------------ | ---------- | ---------- | --------------- | --------------- | --------------- | ------------------ | ------------------ | ------------------ | ----------- | ----------- | ----------- | ------ | ------ | ------ |
| 2018-2019          | Juve Stabia        | C                  | 30         | 2          | CI-C            | 1               | 0               | -                  | -                  | -                  | SC-C        | 2           | 1           | 33     | 3      |        |
| 2019-2020          | Juve Stabia        | B                  | 20         | 1          | CI              | 1               | 0               | -                  | -                  | -                  | -           | -           | -           | 21     | 1      |        |
| Totale Juve Stabia | Totale Juve Stabia | Totale Juve Stabia | 50         | 3          |                 | 2               | 0               |                    | -                  | -                  |             | 2           | 1           | 54     | 4      |        |
| 2020-2021          | Perugia            | C                  | 36         | 8          | CI              | 2               | 0               | -                  | -                  | -                  | SC-C        | 2           | 1           | 40     | 9      |        |
| 2021-2022          | Benevento          | B                  | 25+3       | 1          | CI              | 2               | 0               | -                  | -                  | -                  | -           | -           | -           | 30     | 1      |        |
| 2022-2023          | Palermo            | B                  | 10         | 3          | CI              | 1               | 0               | -                  | -                  | -                  | -           | -           | -           | 11     | 3      |        |
| 2023-2024          | Spezia             | B                  | 32         | 1          | CI              | -               | -               | -                  | -                  | -                  | -           | -           | -           | 32     | 1      |        |
| 2024-2025          | Spezia             | B                  | 31+4       | 0          | CI              | 1               | 0               | -                  | -                  | -                  | -           | -           | -           | 36     | 0      |        |
| Totale Spezia      | Totale Spezia      | Totale Spezia      | 63+4       | 1          |                 | 1               | 0               |                    | -                  | -                  |             | -           | -           | 68     | 1      |        |
| 2025-2026          | Empoli             | B                  | -          | -          | CI              | -               | -               | -                  | -                  | -                  | -           | -           | -           | -      | -      |        |
| Totale carriera    | Totale carriera    | Totale carriera    | 184+7      | 16         |                 | 8               | 0               |                    |                    |                    |             | 4           | 2           | 203    | 18     |        |

## Palmarès

### Club

#### Competizioni nazionali
- Serie C: 2

Juve Stabia: 2018-2019 (girone C)
Perugia: 2020-2021 (girone B)